# Tour della nazionale maschile di rugby a 15 dell'Inghilterra 1963
Nel 1963 la nazionale di rugby a 15 dell'Inghilterra affrontò il suo primo tour di sempre nell'Emisfero Sud.
La destinazione fu l'Australasia con 5 incontri, di cui due test match in Nuova Zelanda e un incontro in Australia, un test match contro gli Wallabies.
L'apertura fu all'Athletic Park di Wellington per quella che risultò essere l'unica vittoria di tutto il tour, un 14-9 alla formazione regionale locale.
Speculare nel punteggio fu la sconfitta nel secondo incontro, al Carisbrook di Dunedin contro Otago, impostosi a sua volta 14-9 sugli inglesi.
Il primo test match contro gli All Blacks all'Eden Park di Auckland fu una sconfitta 11-21 cui fece seguito, tre giorni più tardi a Napier, il rovescio più consistente del tour, un 5-20 subìto da Hawke's Bay guidato in terza linea da Kel Tremain; il secondo test match, e ultimo appuntamento in Nuova Zelanda, terminò 9-3 per la formazione di casa al Lancaster Park di Christchurch.
Fu una sconfitta anche il successivo test match in Australia, tenutosi allo Sports Ground di Sydney: gli Wallabies vinsero 18-9 anche se il conteggio delle mete fu loro solo favorevole per 4-3 (all'epoca tale segnatura valeva tre punti).

## Risultati

### Itest match
| Arbitro: | Chisholm Robson |

|                       |      |           |
| Caulton (2) D. Clarke | mt   | Ranson    |
| D. Clarke (3)         | tr   | Hosen     |
| D. Clarke             | c.p. | Hosen (2) |
| D. Clarke             | drop |           |

| Arbitro: | John Patrick Murphy |

|             |      |          |
| McKay Walsh | mt   | Phillips |
|             | c.p. | Hosen    |
| D. Clarke   | mark |          |

| Arbitro: | Craig Ferguson |

|                              |    |                           |
| Davis Heinrich Jones Walsham | mt | J. Clarke Godwin Phillips |
| Ryan (3)                     | tr |                           |

### Gli altri incontri
| Wellington 18 maggio 1963                                             | Wellington | 9 – 14 referto | Inghilterra XV | Athletic Park (27000 spett.) |
| Caulton mt J. Clarke tr Hosen Williment (2) c.p. Hosen (2) drop Hosen |            |                |                |                              |
|                                                                       |            |                |                |                              |
| Caulton                                                               | mt         | J. Clarke      |                |                              |
|                                                                       | tr         | Hosen          |                |                              |
| Williment (2)                                                         | c.p.       | Hosen (2)      |                |                              |
|                                                                       | drop       | Hosen          |                |                              |

| Dunedin 22 maggio 1963 | Otago | 14 – 9 referto | Inghilterra XV | Carisbrook |

| Napier 28 maggio 1963 | Hawke's Bay | 20 – 5 referto | Inghilterra XV | McLean Park |